# Săvădisla, Cluj
Săvădisla  (în maghiară Tordaszentlászló, colocvial Szentlászló) este satul de reședință al comunei cu același nume din județul Cluj, Transilvania, România.

## Imagini

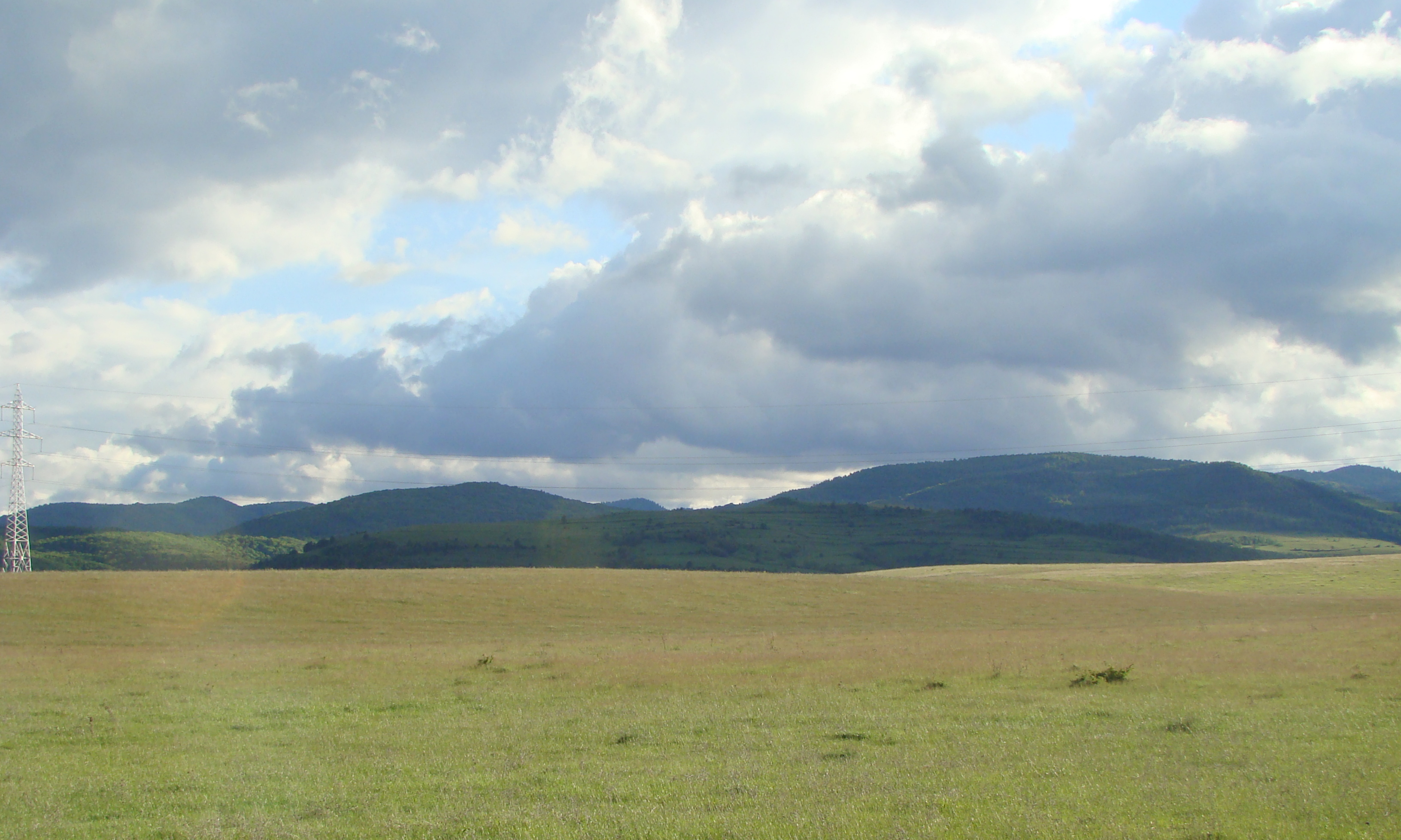
Împrejurimi
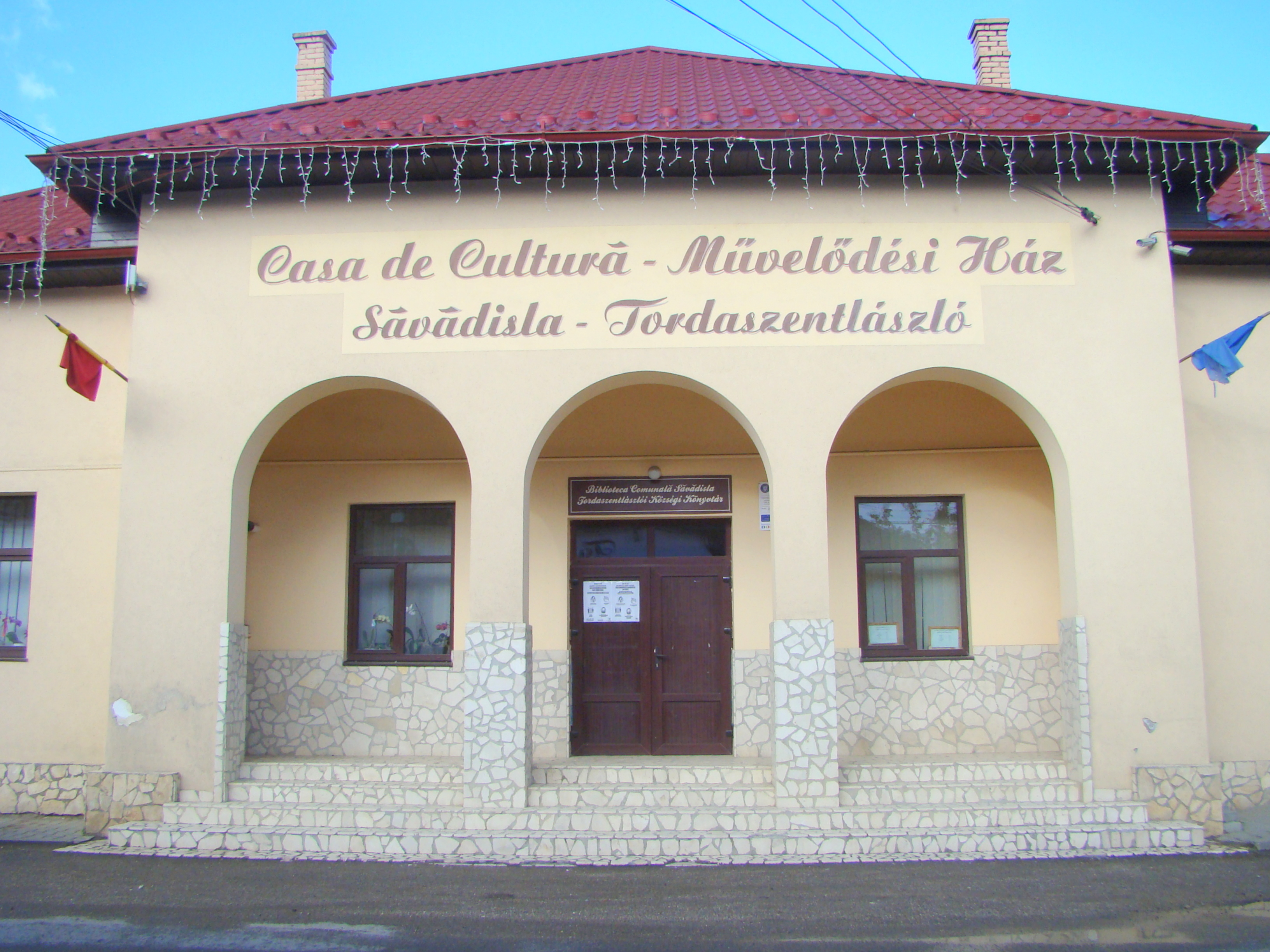
Casa de Cultură
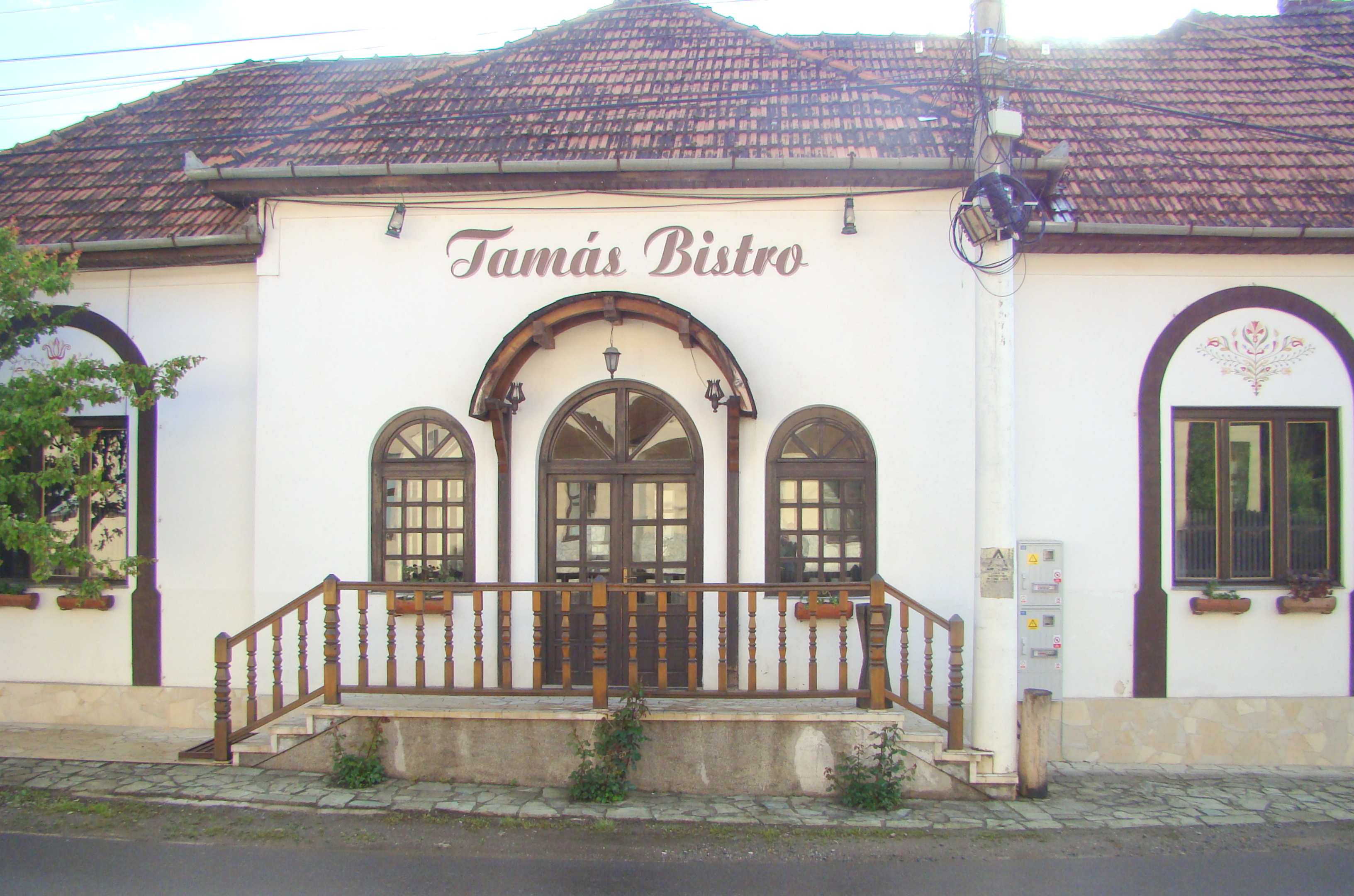
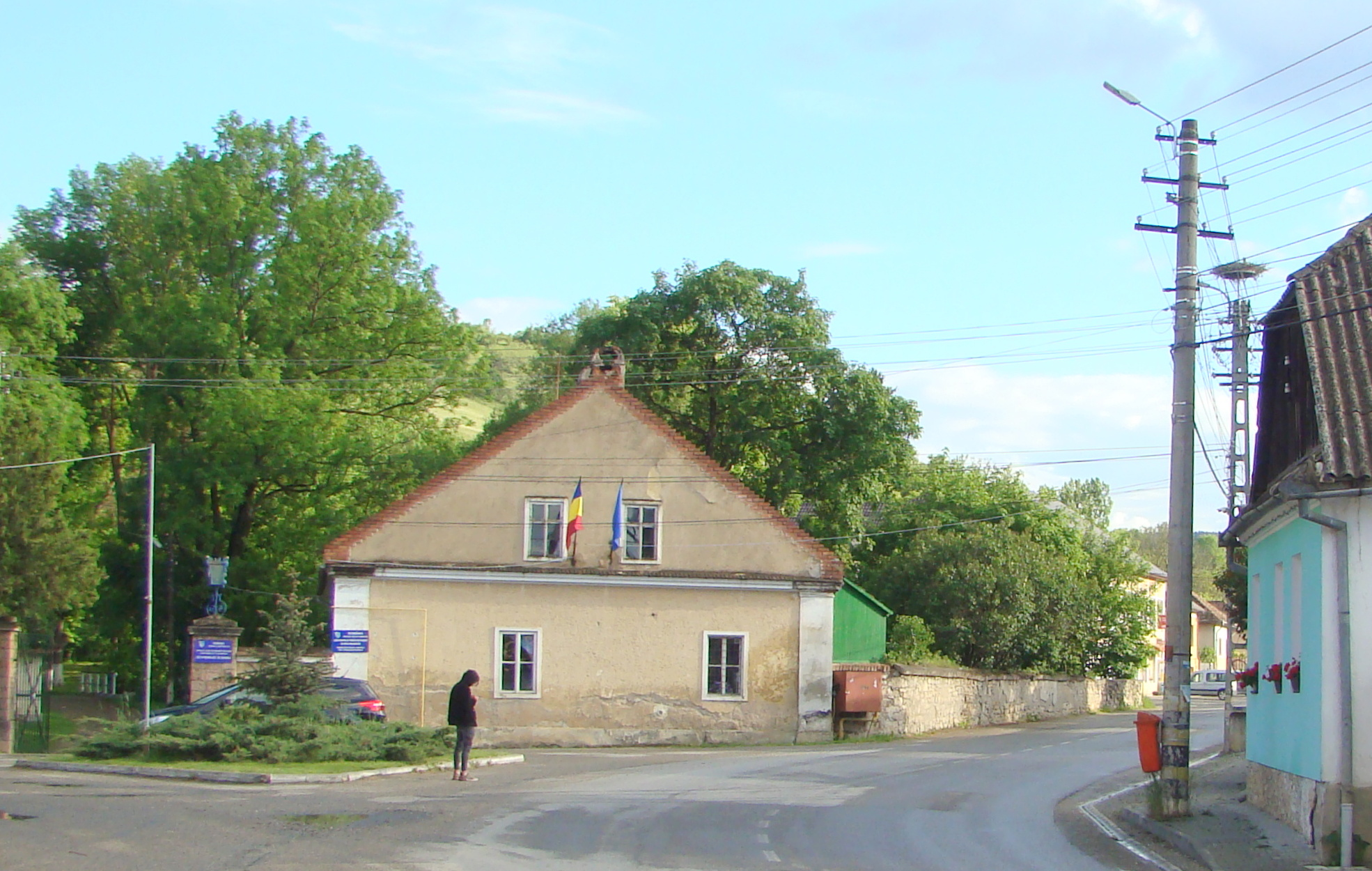
Centrul cu intrarea castelului Mikes
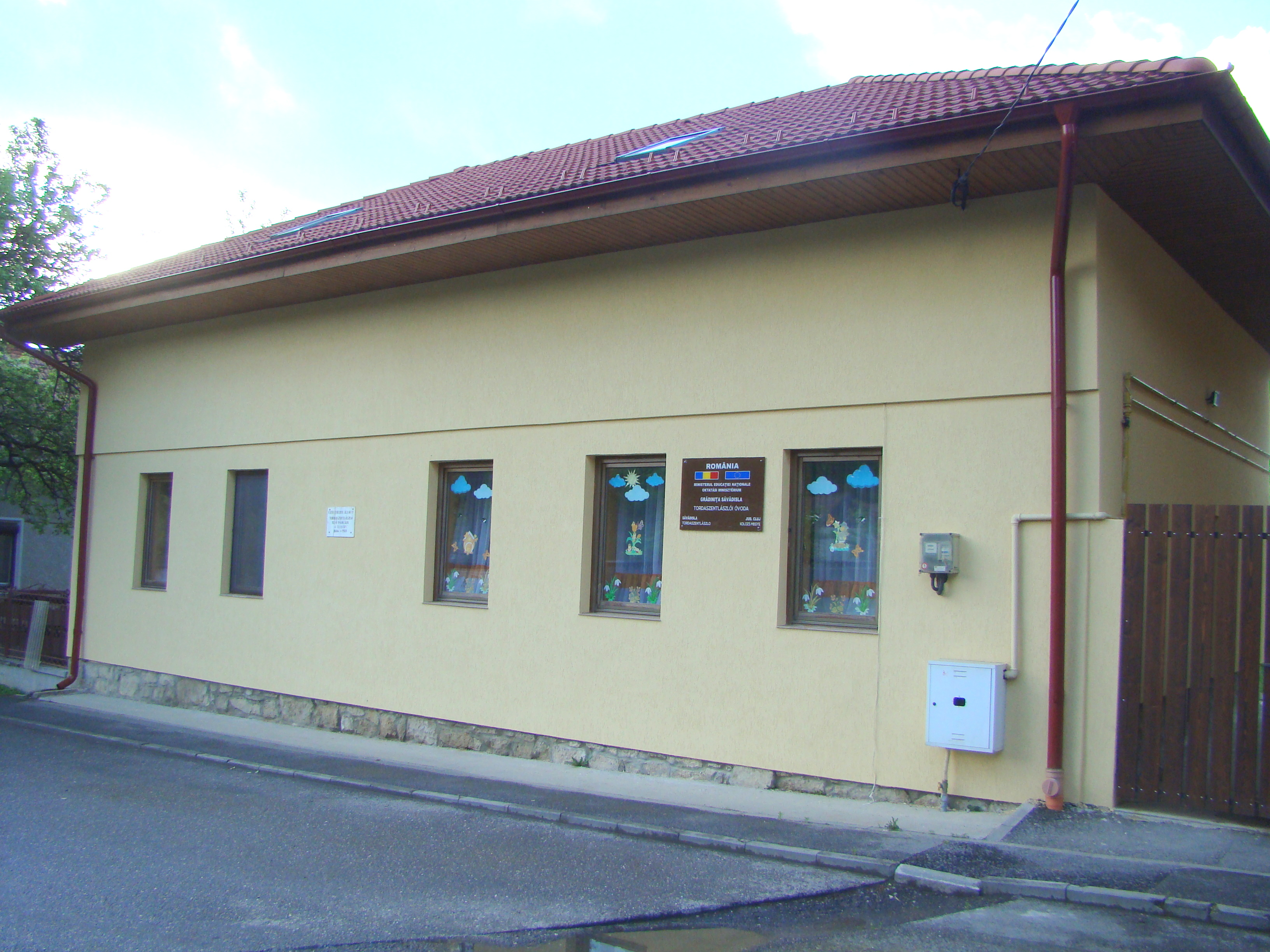
Grădiniţa
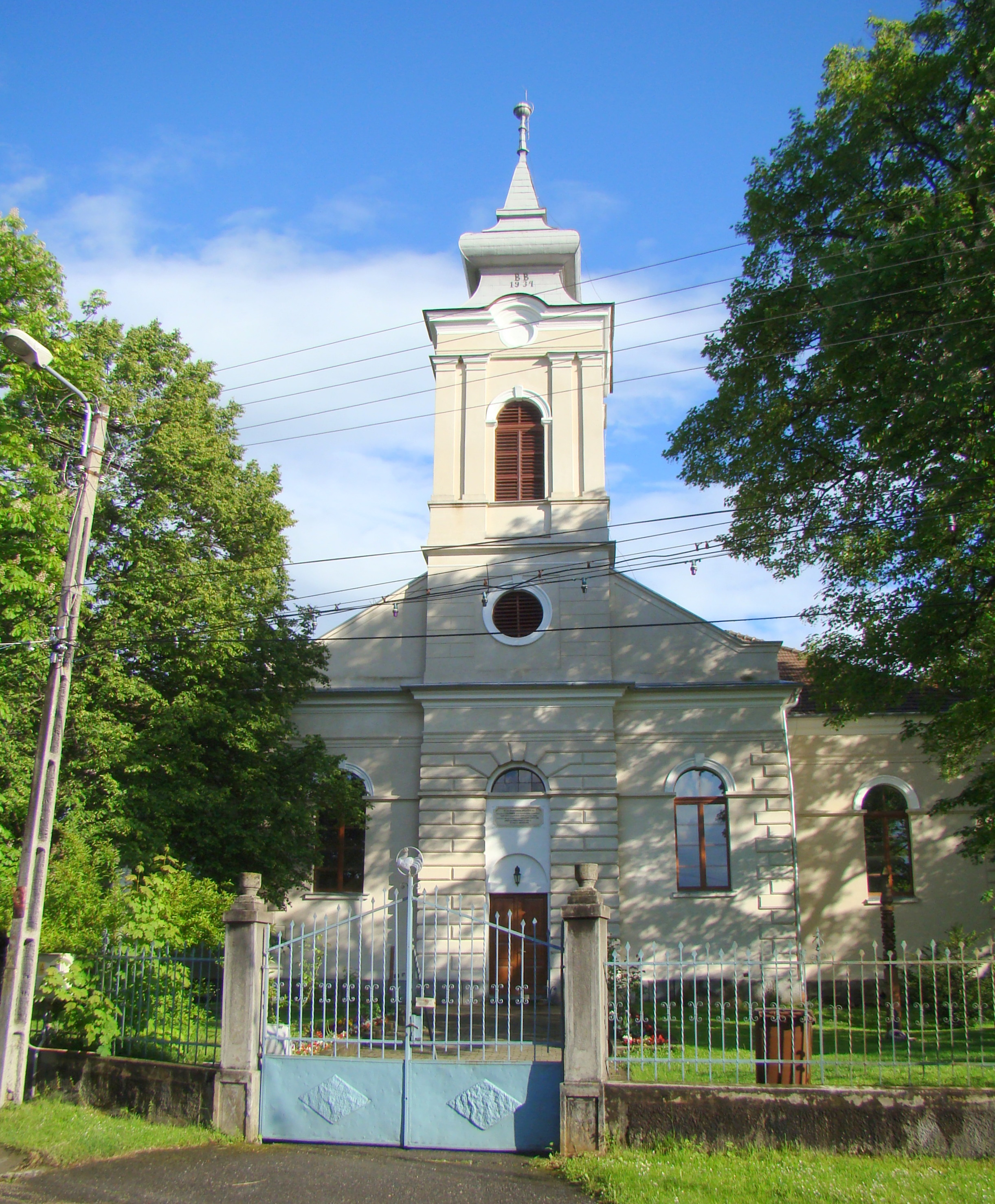
Biserica reformată (1888)
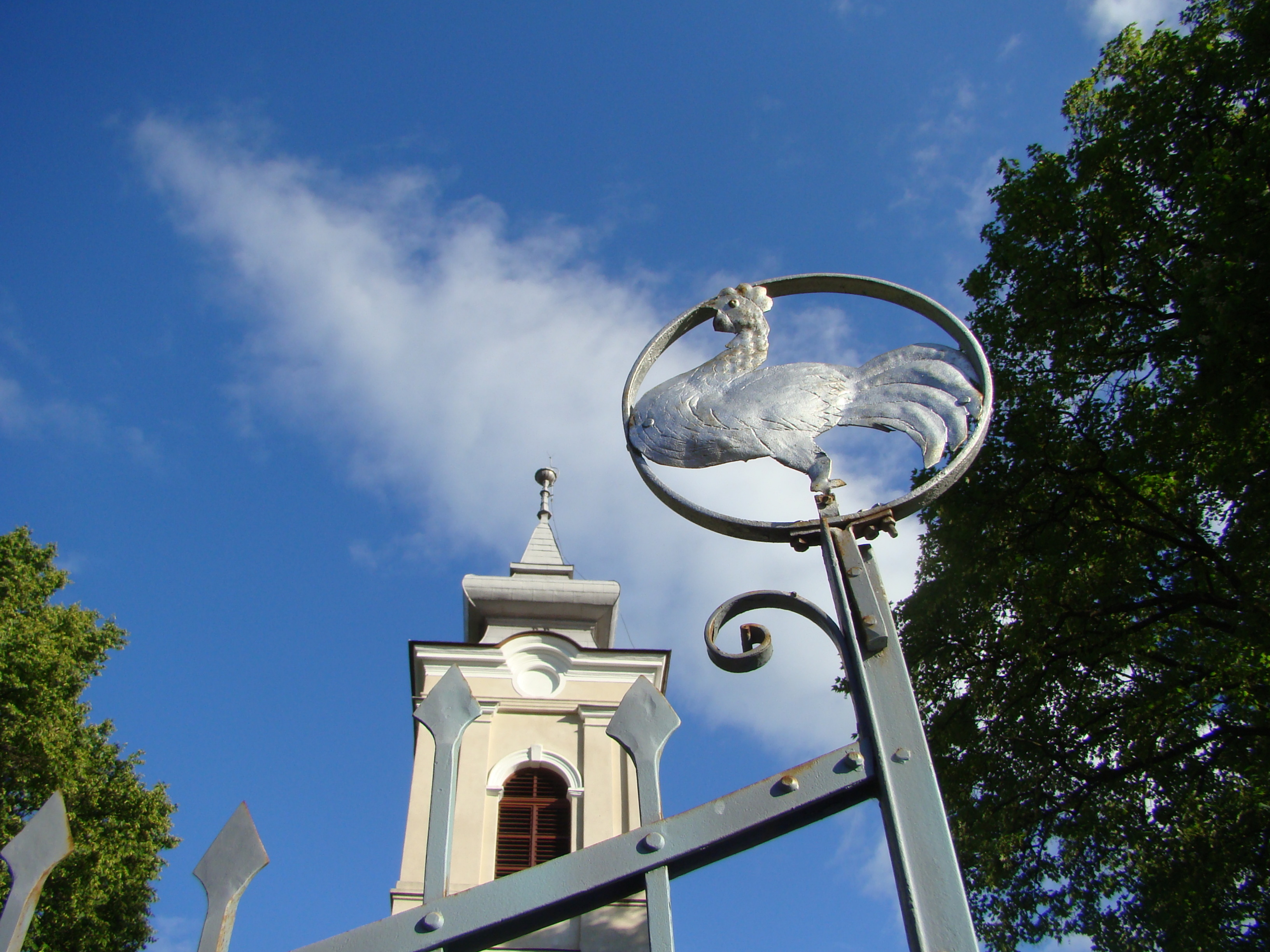
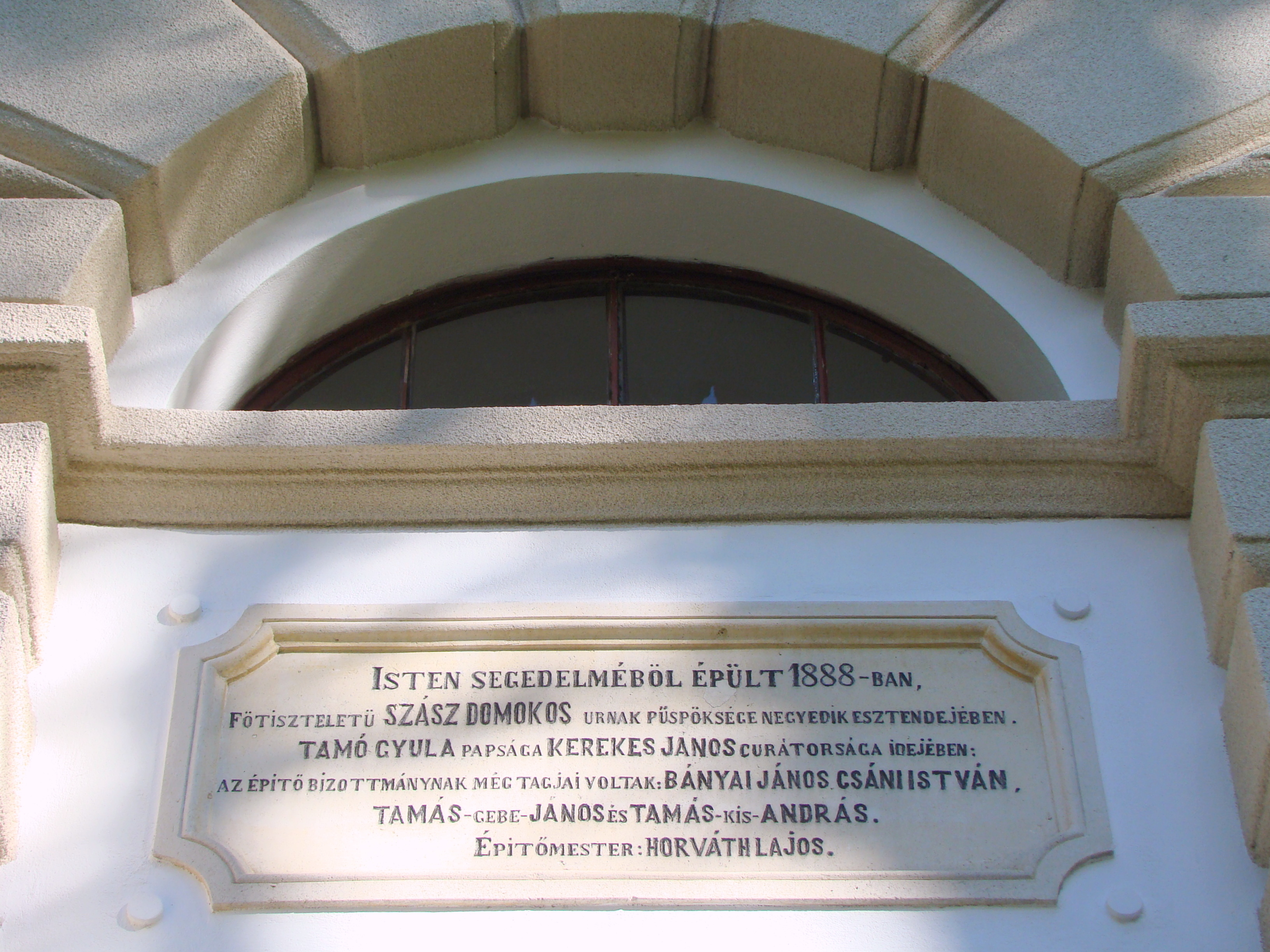
Inscripţia de datare
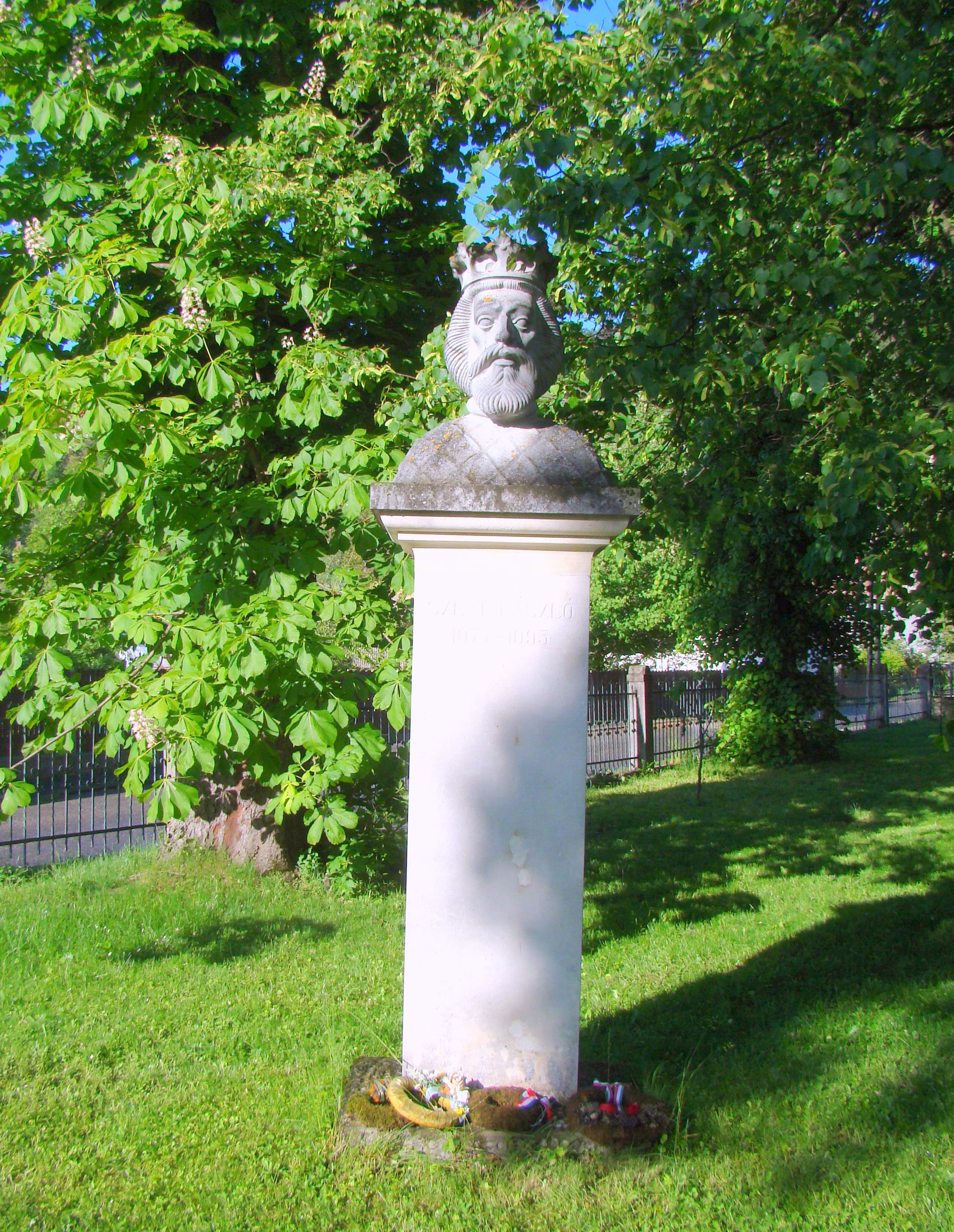
Bustul regelui Ladislau
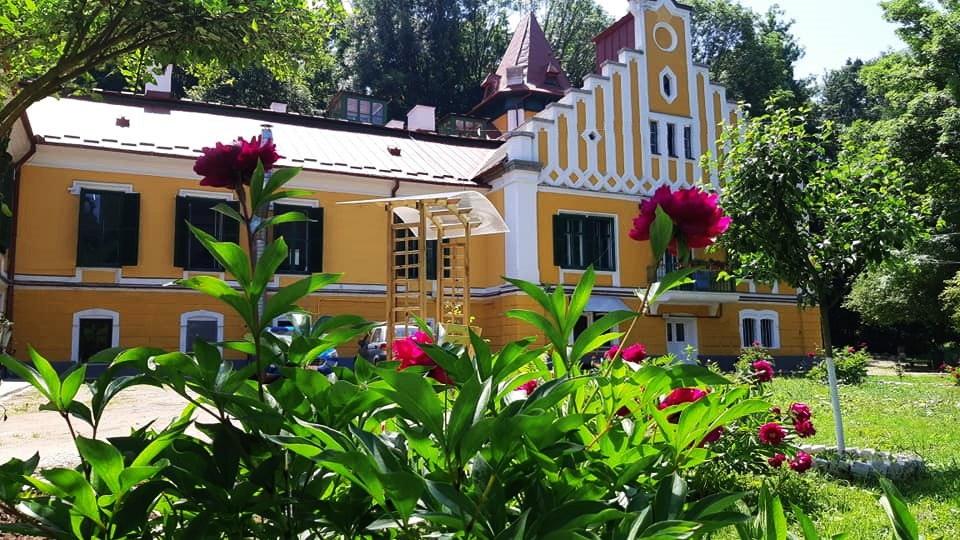
Castelul Mikes
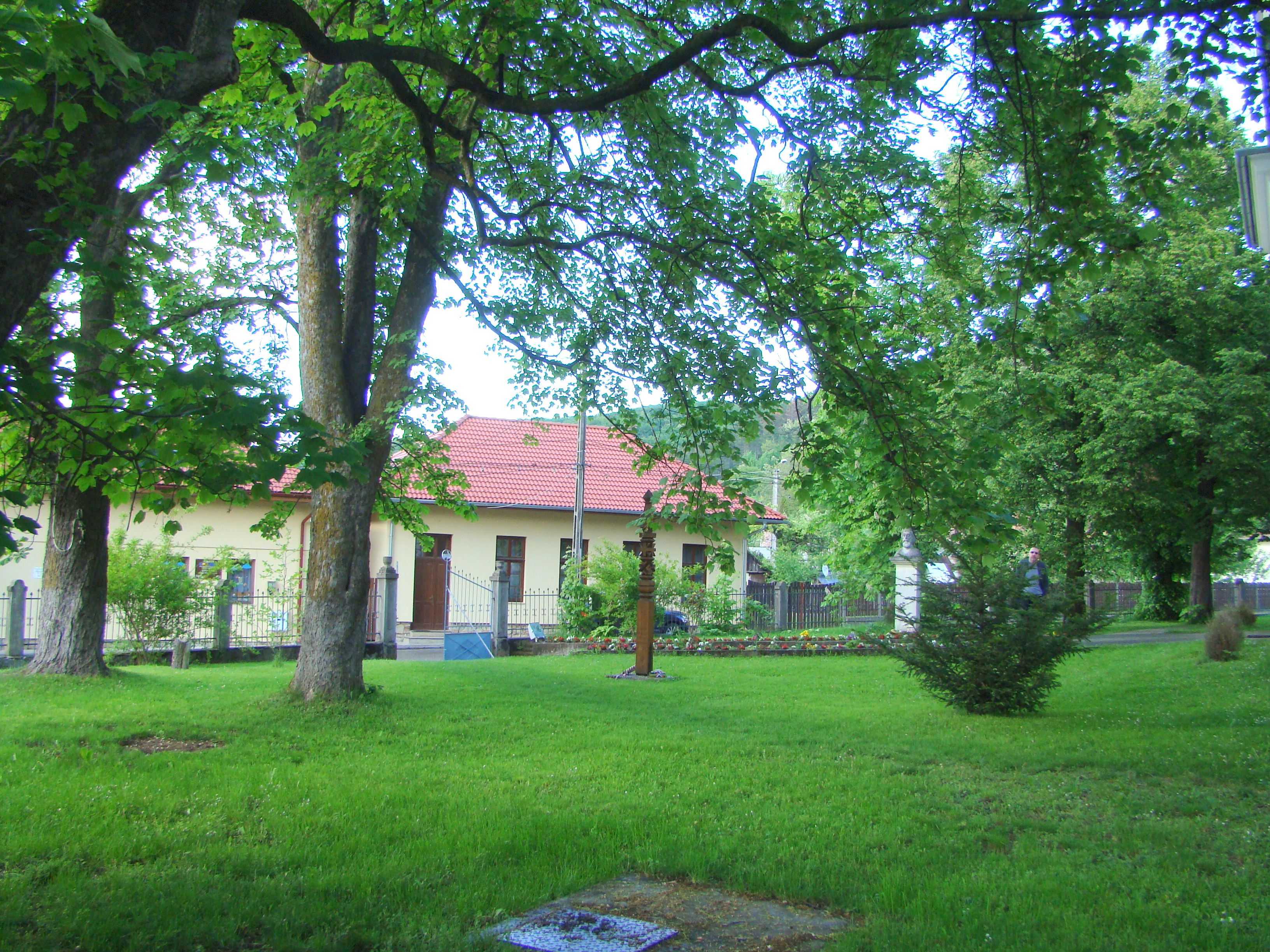
O parte din parcul castelului Mikes
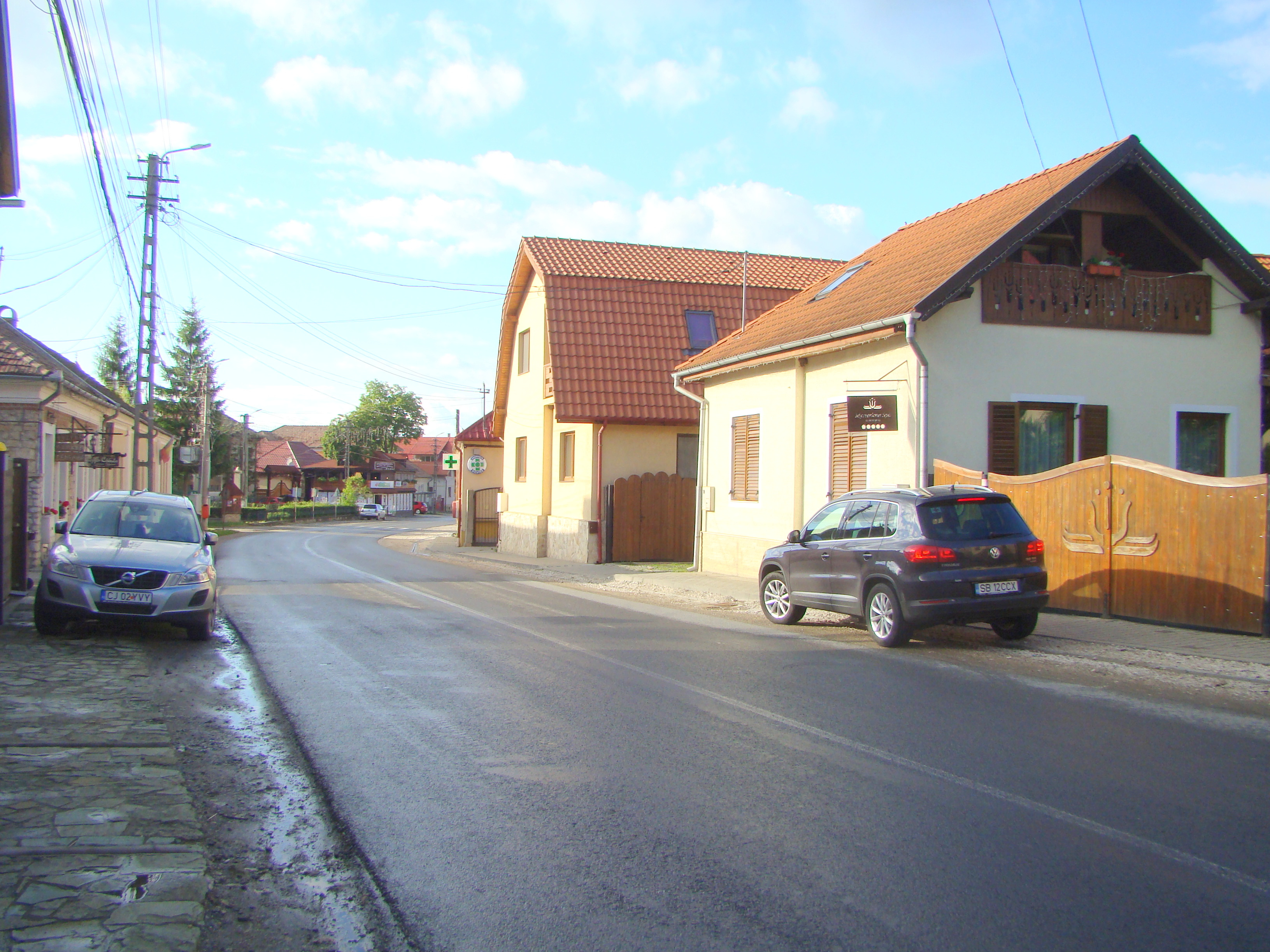